# Nassib Bundo
Nassib Bundo (auch Bunda oder Buunde; * im 19. Jahrhundert; † 1906 in Mogadischu) war ein aus dem Volk der Yao stammender ehemaliger Sklave in Somalia. Er war eine bedeutende Führungspersönlichkeit im Gebiet Gosha im unteren Tal des Jubba, das von ehemaligen Sklaven aus verschiedenen Volksgruppen besiedelt wurde. Deren Nachfahren wurden seit den 1990er Jahren als somalische Bantu bekannt.

## Leben
Über Herkunft und Leben des Nassib Bundo gibt es im Gosha unterschiedliche mündliche Überlieferungen. Einer Version zufolge war er Sklave eines Somali-Viehhirten, dem er davonlief. Nachkommen von Sklaven vom Volk der Zigula erzählen hingegen, ein Zigula namens Bundo habe ihn als Baby gefunden, adoptiert und ihm den Namen Nassib gegeben. Als Erwachsener habe er nach Macht gestrebt, was ihm die Zigula jedoch verwehrten, woraufhin er zu den Yao, dem Volk seiner leiblichen Eltern, zurückging. Einer anderen Version zufolge, die in einer italienischen Quelle niedergeschrieben wurde, fand er verstecktes Elfenbein, sagte seinem Herrn darüber Bescheid und wurde für seine dadurch unter Beweis gestellte Treue freigelassen.
Weiteren Quellen zufolge wurde er in den 1830er Jahren im Gebiet der Yao im Norden Mosambiks unter dem Namen Makanjira geboren. Im Alter von etwa 20 Jahren sei er bei einem Überfall „der Krieger von Tippu-Tip“ gefangen genommen, nach Somalia verschifft und an Somali vom Clan der Ogadeni-Darod bei Baraawe verkauft worden. Nach einem Fluchtversuch sei er geschlagen und zum Sterben zurückgelassen worden, ein Scheich aus dem Clan der Tunni habe ihn jedoch gerettet und später freigelassen. Daraufhin habe sich Nassib Bundo in das von entlaufenen und freigelassenen Sklaven bewohnte Gosha-Gebiet begeben, sich zuerst im bestehenden Dorf Hindi niederlassen wollen, dann aber eine eigene Siedlung gegründet.
In den 1870er Jahren begann Nassib Bundo politische Bedeutung zu erlangen, indem er an den Kämpfen gegen die Jäger und Sammler der Boni teilnahm und 1875/76 bei Verhandlungen mit einer ägyptischen Expedition als Führungspersönlichkeit der Gosha-Bewohner in Erscheinung trat. Die Ägypter waren zunächst unsicher, ob sie ihn oder den Makua Farahan Makua als Oberhaupt des Gosha betrachten sollten, doch Farahan Makua wurde, womöglich auf Veranlassung Nassib Bundos, getötet. Innerhalb des Gosha setzte sich Nassib Bundo gegen weitere Rivalen wie den Zigula Makoma Maligo und den Ngindo Songollo Mafula durch. Um 1885 war Nassib Bundo als Oberhaupt mehrerer Dörfer anerkannt. Er etablierte ein „Sultanat Goshaland“ als politische und militärische Einheit mehrerer Dörfer und wurde von Sansibar und später auch von den vordringenden europäischen Kolonialmächten als „Sultan“ anerkannt. Mithilfe von Feuerwaffen, die durch Handel mit Sansibar erworben wurden, gelang es den Gosha-Bewohnern unter seiner Führung, um 1890 die Ogadeni-Darod zu besiegen. Diese hatten zuvor mit den ehemaligen Sklaven Handel getrieben, aber auch immer wieder Dörfer überfallen. Mit Teilen der nomadischen Somali-Clans der Biimal und Sheekhaal einigte er sich hingegen darauf, von ihnen entlaufene Sklaven nicht in seinen Dörfern aufzunehmen; womöglich erstattete er einige sogar an sie zurück.
Zur Festigung seiner Macht verband Nassib Bundo islamische und traditionelle afrikanische Mystik. In Überlieferungen werden ihm übernatürliche Fähigkeiten nachgesagt, etwa dass er wilde Tiere zu seinen Gunsten habe einsetzen können. So soll er die Krokodile des Jubba-Flusses gegen seine Rivalen innerhalb des Gosha geschickt haben, und er drohte Familienoberhäuptern, die sich weigerten, ihm ihre Töchter in die Ehe zu geben. Von den ihm unterstehenden Dörfern soll er Jungfrauen als Tribut verlangt haben, zudem soll er einen wesentlichen Teil des vorhandenen Wohlstandes für sich beansprucht haben.
Die Kolonialmächte Großbritannien und Italien, die um 1890 in das Gebiet vordrangen, versuchten sich beide die Unterstützung Nassib Bundos zu sichern, indem sie ihm ein Stipendium anboten. Nassib Bundo blieb ihnen gegenüber jedoch misstrauisch und war vor allem darauf bedacht, seine Position innerhalb des Gosha zu erhalten. Um 1903 soll er Korrespondenz mit Mohammed Abdullah Hassan geführt haben, der in Nordsomalia einen Aufstand gegen die Kolonisatoren führte und im Süden Verbündete suchte. Schließlich waren es andere Führungspersönlichkeiten aus dem Gosha – darunter selbst sein eigener Sohn –, die sich bei den Italienern über seine Herrschaft beschwerten. Nassib Bundo wurde daraufhin verhaftet und starb 1906 in einem Gefängnis in Mogadischu an Altersschwäche und Krankheit.

### Rezeption
Nassib Bundos Tod fand Erwähnung in einem Gedicht eines Somali aus Hobyo, was zeigt, wie weit seine Bekanntheit zu Lebzeiten gereicht hatte.
Während der faschistischen Herrschaft in Italien wurde er bisweilen zum „afrikanischen Spartacus“ stilisiert, und der italienische Autor Ugo Bargoni verfasste 1931 einen Roman über ihn (Nel regno di Nassib Bundo. Lo Spartaco della Somalia Italiana). Bei der Unabhängigkeit Somalias 1960 wurde Nassib Bundo von der Somalischen Jugendliga als einer der antikolonialen Helden des Landes genannt.
Im Gosha erinnert man sich einerseits an das bisweilen tyrannische Gebaren Nassib Bundos, andererseits wird er insbesondere wegen des wichtigen Sieges gegen die Ogadeni als Held verehrt.